# Востромирский, Ганс Герман
Ганс Герман Востромирский (нем. Hanns Herrmann Wostromirsky von Rockittnigk) (14 августа 1647, Дрезден — 7 февраля 1718; Дрезден) — саксонский военачальник, участник Северной войны, в 1705—1706 командующий русским вспомогательным корпусом в Польше, генерал-лейтенант русской армии, впоследствии саксонский генерал от инфантерии.

## Биография
Поступил на военную службу Брауншвейг-Люнебурга в 1664 году мушкетёром, в 1667 году сражался в рядах испанской пехоты в Нидерландах под началом герцога Бернгарда фон Гольштейна. В 1670 году поступил на нидерландскую службу, в 1672 году получил чин лейтенанта, с 1673 года — капитан-лейтенант, в 1676—1677 годах командовал ротой в чине капитана.
В 1677 году по требованию своего государя курфюрста Иоганна Георга II вернулся в Саксонию, в 1680 году назначен капитаном в пешую лейб-гвардию, с 1690 года — оберствахмистр Рейсского полка, с 1692 года — майор лейб-гвардии, с 1694 года — подполковник, с 1698 года — полковник, с 1699 года — бригадир.
Отличился в начале Северной войны при осаде Риги захватом Кобершанца и получил чин генерал-майора (1700).
В 1702 году в составе саксонского контингента отправился на Рейн и в 1703 году участвовал в битве при Гохштедте.
С 1704 года снова сражался против шведского короля Карла XII под началом А. Г. Штейнау и И. М. Шуленбурга. В ноябре 1704 года назначен начальником штаба вспомогательного русского корпуса на саксонской службе под началом И. Р. Паткуля, 14 января 1705 года принят на русскую службу в чине генерал-майора (патент находится в РГАДА), в том же году произведен в генерал-лейтенанты. После ареста И. Р. Паткуля в декабре 1705 года сам стал командующим корпусом, командовал им в битве при Фрауштадте 13 февраля 1706 года, был ранен и попал в плен. Провёл в плену 11 месяцев, пока не был обменян на шведского генерала А. Мардефельта.
Уже весной 1706 года покинул русскую службу и вернулся на службу саксонскому курфюрсту Августа II, назначен комендантом резиденции в Дрездене.
25 ноября 1714 года получил чин генерала от инфантерии.
За свои 54 года военной службы участвовал в 5 крупных сражениях и 6 осадах.